# Salvatore Baldassarri
Salvatore Baldassarri (Faenza, 4 gennaio 1907 – Ravenna, 3 settembre 1982) è stato un arcivescovo cattolico italiano.

## Biografia
Studiò dapprima al Seminario diocesano di Faenza e poi al Seminario regionale dell'Emilia-Romagna. Ricevette l'ordinazione sacerdotale l'11 agosto 1929. Negli anni successivi insegnò storia della Chiesa e teologia dogmatica.
Durante la seconda guerra mondiale prese parte alla Resistenza con Benigno Zaccagnini. Amico di Enrico Mattei, nel 1944 assunse l’amministrazione del Comune di Faenza, di cui fu nominato assessore nella Giunta del Comitato di Liberazione Nazionale.

### Ministero episcopale
Il 3 maggio 1956 papa Pio XII lo nominò arcivescovo metropolita di Ravenna e vescovo di Cervia; ricevette l'ordinazione episcopale dal cardinale Gaetano Cicognani il 29 giugno dello stesso anno.
Partecipò al Concilio Vaticano II dal 1962 al 1965, nel corso del quale intervenne una decina di volte, per sottolineare lo stretto legame tra primato del romano pontefice e collegialità episcopale, per affermare la centralità della Bibbia tra le fonti della Rivelazione e legare i dogmi della Tradizione a dei fondamenti biblici anche quando meno evidenti, per promuovere l'ecumenismo, per esortare la Chiesa a confrontarsi con una modernità caratterizzata dal desiderio profondo della libertà, dall'impegno per la solidarietà, dalla ricerca della pace.
Durante gli anni successivi si ispirò al programma di rinnovamento della Chiesa delineato dal Concilio Vaticano II: sostenne la necessità che l'episcopato italiano evitasse un coinvolgimento politico in occasione delle elezioni; prese posizione contro la guerra del Vietnam; mantenne un atteggiamento sfumato in occasione della campagna per l'abolizione della legge sul divorzio, conclusasi con la sconfitta del fronte abrogazionista, sostenuto da papa Paolo VI e dalla Conferenza Episcopale Italiana, al referendum del 12-13 maggio 1974.
La sua azione, anche per l'attenzione che la stampa e l'opinione pubblica cominciarono a riservarle, incontrò con il passare del tempo una crescente opposizione da parte della Curia. Nel 1970 subì una visita apostolica da parte del cardinale Silvio Oddi, che a nome di Paolo VI cercò di indurlo, senza esito, a smettere gli interventi pubblici su temi ecclesiali e sociali particolarmente dibattuti e che in quegli anni travagliavano la Chiesa e il cattolicesimo italiano. Avversato anche da una parte del clero ravennate attestata su posizioni conservatrici e sottoposto a pressioni dalla Curia, il 29 novembre 1975 diede le dimissioni dalla sede arcivescovile, ufficialmente per ragioni di salute, ma non facendo mistero, in conversazioni private, delle effettive ragioni.
Morì a Ravenna il 3 settembre 1982.

## Genealogia episcopale
La genealogia episcopale è:
- Cardinale Scipione Rebiba
- Cardinale Giulio Antonio Santori
- Cardinale Girolamo Bernerio, O.P.
- Arcivescovo Galeazzo Sanvitale
- Cardinale Ludovico Ludovisi
- Cardinale Luigi Caetani
- Cardinale Ulderico Carpegna
- Cardinale Paluzzo Paluzzi Altieri degli Albertoni
- Papa Benedetto XIII
- Papa Benedetto XIV
- Papa Clemente XIII
- Cardinale Marcantonio Colonna
- Cardinale Giacinto Sigismondo Gerdil
- Cardinale Giulio Maria della Somaglia
- Cardinale Carlo Odescalchi
- Vescovo Fortuné-Charles de Mazenod
- Arcivescovo Joseph Hippolyte Guibert
- Arcivescovo François-Marie-Benjamin Richard
- Cardinale Pietro Gasparri
- Cardinale Gaetano Cicognani
- Arcivescovo Salvatore Baldassarri

## Opere
- Che cosa resta?, Vicenza, La locusta, 1969.
- L' origine del cristianesimo nell'antica Provincia Ecclesiastica di Ravenna, Ravennatensia, V, Cesena (FO), Badia di Santa Maria del Monte, 1976, pp. 157–166.
- Salvatore Baldassarri, il vescovo del Concilio, a cura di Aldo Preda, introduzione di Achille Silvestrini, Ravenna, Edizioni del girasole, 2012. ISBN 978-88-7567-553-0
- Lettere dal Concilio, a cura di A. Preda, prefazione di Giannino Piana, Assisi, Cittadella editrice, 2017. ISBN 978-88-308-1612-1